# 暂拟汉语教学语法系统
暂拟汉语教学语法系统是中华人民共和国成立以后，为了在汉语教学中对语法体系达成一个比较一致的意见而拟定的一个汉语语法系统。顾名思义，这个系统是被作为暂时使用的，只适用于汉语教学，而且并不完善。
由于当时语法体系存在很大分歧，不同学者说法和观点不一，对于同一个语言现象所作的解释和所使用的术语也不同，因此给教学带来很大困扰，需要建立一个为大多数教师和学者接受的语法体系。经过两年多的努力，在许多专家学者的参与下，暂拟汉语教学语法系统才被建立起来。这个系统由21位学者写成了一个纲要，并且合编为《语法和语法教学》。这个系统在全国的中学中普遍使用。后来在高等学校中也是用这个系统来教授语法，并且进行了不同程度的改进。
1. ↑  王力 (编). .  第4版. 中华书局.